# Stary Jarosław
Stary Jarosław (pronunciación en polaco: /ˈstarɨ jaˈrɔswaf/; en alemán: Alt Järshagen) es un pueblo ubicado en el distrito administrativo de Gmina Darłowo, dentro del condado de Sławno, voivodato de Pomerania Occidental, en el norte de Polonia occidental. Se encuentra aproximadamente a 9 kilómetros al este de Darłowo, a 10 kilómetros al noroeste de Sławno, y a 170 kilómetros al noreste de la capital regional Szczecin.
Antes de 1945, el área fue parte de Alemania y fue el lugar de nacimiento del matemático alemán Gerhard Kowalewski. Para la historia de la región, véase Historia de Pomerania.
El pueblo tiene una población de 481 habitantes.